# Sydney United Football Club
Maillots
Le Sydney United Football Club est un club australien de football basé à Sydney. C'est le club des Croates d'Australie.

## Historique
- 1957 : fondation du club sous le nom de Sydney Yugoslav Dalmatia Football Club
- 1964 : le club est renommé Sydney Croatia Football Club
- 1965 : le club est renommé Metropolitan Adriatic
- 1966 : le club est renommé Sydney Croatia Football Club
- 1992 : le club est renommé Sydney Croatian Soccer Club
- 1993 : le club est renommé Sydney United Football Club

## Palmarès
- Coupe d'Australie
  - Vainqueur : 1987
  - Finaliste : 1994 et 2022

- Le club est classé 10e meilleur club de football océanien du XXe siècle par l'IFFHS[2]
- Friendship Cup
  - Vainqueur : 2014

## Anciens joueurs
- Graham Arnold
- Mark Bosnich
- Željko Kalac